# Ельвіра Камалоглу
Ельвіра Камалоглу (тур. Elvira Kamaloğlu; 24 вересня 2001) — турецька борчиня вільного стилю українського походження, яка виступає у ваговій категорії до 57 кг. Членкиня клубу Istanbul BB SK.

## Кар'єра
2021 року Ельвіра Камалоглу виграла бронзову медаль у ваговій категорії до 57 кг на Чемпіонаті світу з боротьби серед юніорів 2021 року (Уфа, Росія).
Ельвіра Камалоглу виграла золоту медаль у ваговій категорії до 57 кг на Чемпіонаті Європи з боротьби серед молоді до 23 років (Пловдив, Болгарія).
Вона програла поєдинок за бронзову медаль у ваговій категорії до 57 кг на Чемпіонаті Європи з боротьби 2022 року, який проходив у Будапешті, Угорщина. Через кілька місяців вона виграла срібну медаль на рейтинговій серії Matteo Pellicone 2022 року (Рим, Італія). Також вона виграла срібну медаль на рейтинговій серії Туніс 2022 року (Туніс, Туніс). Брала участь у змаганнях до 55 кг на Чемпіонаті світу з боротьби 2022 року (Белград, Сербія). Виграла одну з бронзових медалей у ваговій категорії 55 кг на Чемпіонаті світу з боротьби U23 2022 року, який проходив у Понтеведрі, Іспанія.
Брала участь у Європейському олімпійському кваліфікаційному турнірі з боротьби 2024 року (Баку, Азербайджан) для кваліфікації на літні Олімпійські ігри 2024 року в Парижі, Франція, але вибула у другому матчі і не пройшла кваліфікацію на Олімпіаду.

## Особисте життя
Камалоглу турецько-месхетинського походження.

## Виноски
1. ↑  Орест Дида (16.02.2024). Ірина Коляденко принесла Україні перше "золото" на чемпіонаті Європи-2024 з боротьби. suspilne.media. Процитовано 26.06.2024.
2. ↑  International Wrestling Database. www.iat.uni-leipzig.de.
3. ↑  KAMALOGLU Elvira profile page. uww.org (англ.).
4. ↑  Emine Çakmak ve Elvira Kamaloğlundan Rusyada bronz madalya!. Fanatik.
5. ↑  Female Turkish wrestler Elvira Kamaloğlu wins gold medal. Daily Sabah. 11 березня 2022.
6. ↑  2022 European Wrestling Championships Results Book (PDF). United World Wrestling. Архів оригіналу (PDF) за 3 квітня 2022. Процитовано 3 квітня 2022.
7. ↑  Matteo Pellicone Ranking Series 2022 Results Book (PDF). United World Wrestling. Архів оригіналу (PDF) за 25 червня 2022. Процитовано 25 червня 2022.
8. ↑  2022 Zouhaier Sghaier Results Book (PDF). United World Wrestling. Архів оригіналу (PDF) за 19 липня 2022. Процитовано 19 липня 2022.
9. ↑  2022 World Wrestling Championships Results Book (PDF). United World Wrestling. Архів оригіналу (PDF) за 18 вересня 2022. Процитовано 18 вересня 2022.
10. ↑  2022 U23 World Wrestling Championships Results Book (PDF). United World Wrestling. Архів оригіналу (PDF) за 25 жовтня 2022. Процитовано 25 жовтня 2022.
11. 1 2  2024 European Wrestling Olympic Qualification Tournament Results Book (PDF). United World Wrestling. Архів оригіналу (PDF) за 8 квітня 2024. Процитовано 8 квітня 2024.
12. ↑  Bakar, Yakup (2017), Ahıskalı Elvira'dan ay-yıldızlı mayoyla Balkan şampiyonluğu, Anadolu Agency, процитовано 20 червня 2021, Cumhurbaşkanı Recep Tayyip Erdoğan'ın talimatı, Başbakanlık koordinasyonuyla Ukrayna'dan Türkiye'ye getirilerek Erzincan'ın Üzümlü ilçesine yerleştirilen Ahıska Türklerinden 16 yaşındaki Elvira, Slovenya'da 3-5 Kasım'da düzenlenen Yıldızlar Balkan Şampiyonası'nda kızlar 46 kiloda şampiyonluğa ulaştı.